# Ticlopidina
La ticlopidina è un principio attivo antipiastrinico facente parte della categoria delle tienopiridine di prima generazione, ossia agendo come antagonista del recettore purinergico per l'ADP noto come P2Y12. Trova la sua principale indicazione nella prevenzione di eventi trombotici.

## Indicazioni
Viene utilizzato nelle patologie dove c'è uno stato di ipercoagulabilità del sangue che può indurre gravi accidenti cardiovascolari (infarti miocardici, T.I.A., ictus cerebrali).

## Confronto con l'aspirina
Sia strutturalmente (tienopiridina) sia come meccanismo d'azione, è diversa dall'aspirina perché è un antagonista dei recettori adenosinici delle piastrine, che provoca l'inibizione del legame indotto da ADP, del fibrinogeno al recettore gp IIb/IIIa, con effetto irreversibile che si manifesta dopo 2-3 giorni.

## Effetti collaterali
La ticlopidina ha mostrato di avere un profilo di efficacia simile a quello dell'aspirina e sembrava estremamente promettente, soprattutto perché inizialmente mostrava una minor incidenza di sanguinamenti gastrointestinali rispetto all'ASA.
In realtà però, sorvegliando un maggior numero di pazienti e in uso cronico si sono manifestati quelli che sono gli effetti collaterali più insidiosi. Principalmente:
- rash cutanei (anche di entità tale da provocare la sospensione della terapia)
- agranulocitosi
- porpora trombotica trombocitopenica (che di solito sopraggiunge dopo 2-3 settimane di terapia, quando questa è a pieno regime)